# Stjålne Ordrer
Stjålne Ordrer er en amerikansk stumfilm fra 1918 af Harley Knoles og George Kelson. Filmen er baseret på en teatersucces fra det tidlige 1900-tal med titlen Sealed Orders.

## Medvirkende
- Montagu Love – John Le Page
- Kitty Gordon – Felicia Gaveston
- June Elvidge – Ruth Le Page
- Carlyle Blackwell – Dennis Gaveston
- Madge Evans